# Spilosmylus kruegeri
Spilosmylus kruegeri är en insektsart som först beskrevs av Peter Esben-Petersen 1914. 
Spilosmylus kruegeri ingår i släktet Spilosmylus och familjen vattenrovsländor. Inga underarter finns listade i Catalogue of Life.